# Džabálijá
Džabálijá (anglicky Jabalia, arabsky جباليا) je město v Pásmu Gazy v governorátu Severní Gaza. Nachází se přibližně 4 km severně od Gazy. V roce 2006 zde žilo 82 877 obyvatel. Na severu k městu přiléhá uprchlický tábor Džabálijá.
Nedaleko města se nachází velký hřbitov z 8. století př. n. l. Byly zde také nalezeny památky z doby Byzantské říše a Abbásovského chalífátu.